# Censimento degli Stati Uniti d'America del 1930

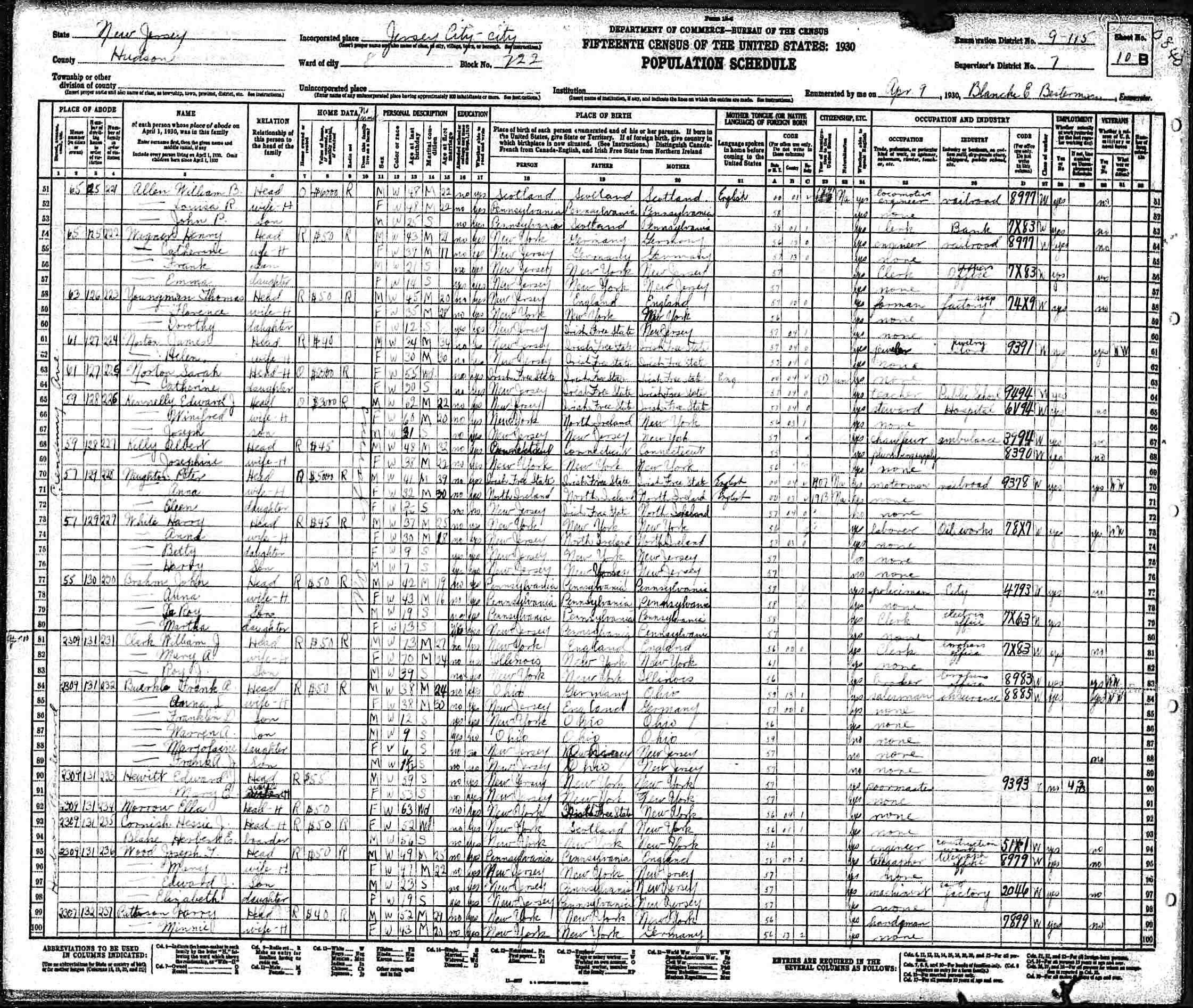
Prospetto della popolazione

Il censimento degli Stati Uniti d'America del 1930 fu il quindicesimo censimento condotto negli Stati Uniti d'America. Fu indetto il 1º aprile 1930. Determinò che la popolazione residente era composta da 122.775.046, con un incremento del 13,7 percento rispetto al censimento degli Stati Uniti d'America del 1920, quando la popolazione residente ammontava a 106.021.537 persone.
Lo Stato più popoloso risultò New York con una popolazione di 12.588.066 persone, mentre il meno popolato risultò il Nevada, con appena 91.058 abitanti. New York risultò la città più popolosa con una popolazione di 6.930.446 abitanti.

## Domande del censimento
Il censimento del 1930 raccoglieva le seguenti informazioni:
- indirizzo
- nome
- relazione con il capofamiglia
- se la casa è di proprietà o in affitto
  - se di proprietà, il valore della casa
  - se in affitto, il canone mensile
- se possiede una radio
- se vive in una fattoria
- sesso
- razza
- età
- stato civile e, se coniugato, l'età al primo matrimonio
- frequenza scolastica
- alfabetizzazione
- luogo di nascita della persona, e dei suoi genitori
- se nato all'estero:
  - lingua parlata a casa prima dell'arrivo negli U.S.A.
  - anno di arrivo
  - se naturalizzato
  - capacità nel parlare inglese
- occupazione, commercio e classe di lavoratori
- se al lavoro il giorno precedente (o ultimo giorno di lavoro regolare)
- se veterano
- se indiano:
  - se di sangue misto o intero
  - affiliazione tribale

## Stati per popolazione
| Posizione | Stato                    | Popolazione |
| --------- | ------------------------ | ----------- |
| 1         | New York                 | 12.588.066  |
| 2         | Pennsylvania             | 9.631.350   |
| 3         | Illinois                 | 7.630.654   |
| 4         | Ohio                     | 6.646.697   |
| 5         | Texas                    | 5.824.715   |
| 6         | California               | 5.677.251   |
| 7         | Michigan                 | 4.842.325   |
| 8         | Massachusetts            | 4.249.614   |
| 9         | New Jersey               | 4.041.334   |
| 10        | Missouri                 | 3.629.367   |
| 11        | Indiana                  | 3.238.503   |
| 12        | Carolina del Nord        | 3.170.276   |
| 13        | Wisconsin                | 2.939.006   |
| 14        | Georgia                  | 2.908.506   |
| 15        | Alabama                  | 2.646.248   |
| 16        | Tennessee                | 2.616.556   |
| 17        | Kentucky                 | 2.614.589   |
| 18        | Minnesota                | 2.563.953   |
| 19        | Iowa                     | 2.470.939   |
| 20        | Virginia                 | 2.421.851   |
| 21        | Oklahoma                 | 2.396.040   |
| 22        | Louisiana                | 2.101.593   |
| 23        | Mississippi              | 2.009.821   |
| 24        | Kansas                   | 1.880.999   |
| 25        | Arkansas                 | 1.854.482   |
| 26        | Carolina del Sud         | 1.738.765   |
| 27        | Virginia Occidentale     | 1.729.205   |
| 28        | Maryland                 | 1.631.526   |
| 29        | Connecticut              | 1.606.903   |
| 30        | Washington               | 1.563.396   |
| 31        | Florida                  | 1.468.211   |
| 32        | Nebraska                 | 1.377.963   |
| 33        | Colorado                 | 1.035.791   |
| 34        | Oregon                   | 953,786     |
| 35        | Maine                    | 797.423     |
| 36        | Dakota del Sud           | 692.849     |
| 37        | Rhode Island             | 687.497     |
| 38        | Dakota del Nord          | 680.845     |
| 39        | Montana                  | 537.606     |
| 40        | Utah                     | 507.847     |
| x         | Distretto della Columbia | 486.869     |
| 41        | New Hampshire            | 465.293     |
| 42        | Idaho                    | 445.032     |
| 43        | Arizona                  | 435.573     |
| 44        | Nuovo Messico            | 423.317     |
| 45        | Vermont                  | 359.611     |
| 46        | Delaware                 | 238.380     |
| 47        | Wyoming                  | 225.565     |
| 48        | Nevada                   | 91.058      |
| --        | Totale                   | 122.775.046 |